# Fountain City (Wisconsin)
Fountain City es una ciudad ubicada en el condado de Buffalo en el estado estadounidense de Wisconsin. En el Censo de 2010 tenía una población de 859 habitantes y una densidad poblacional de 59.53 personas por km².

## Images

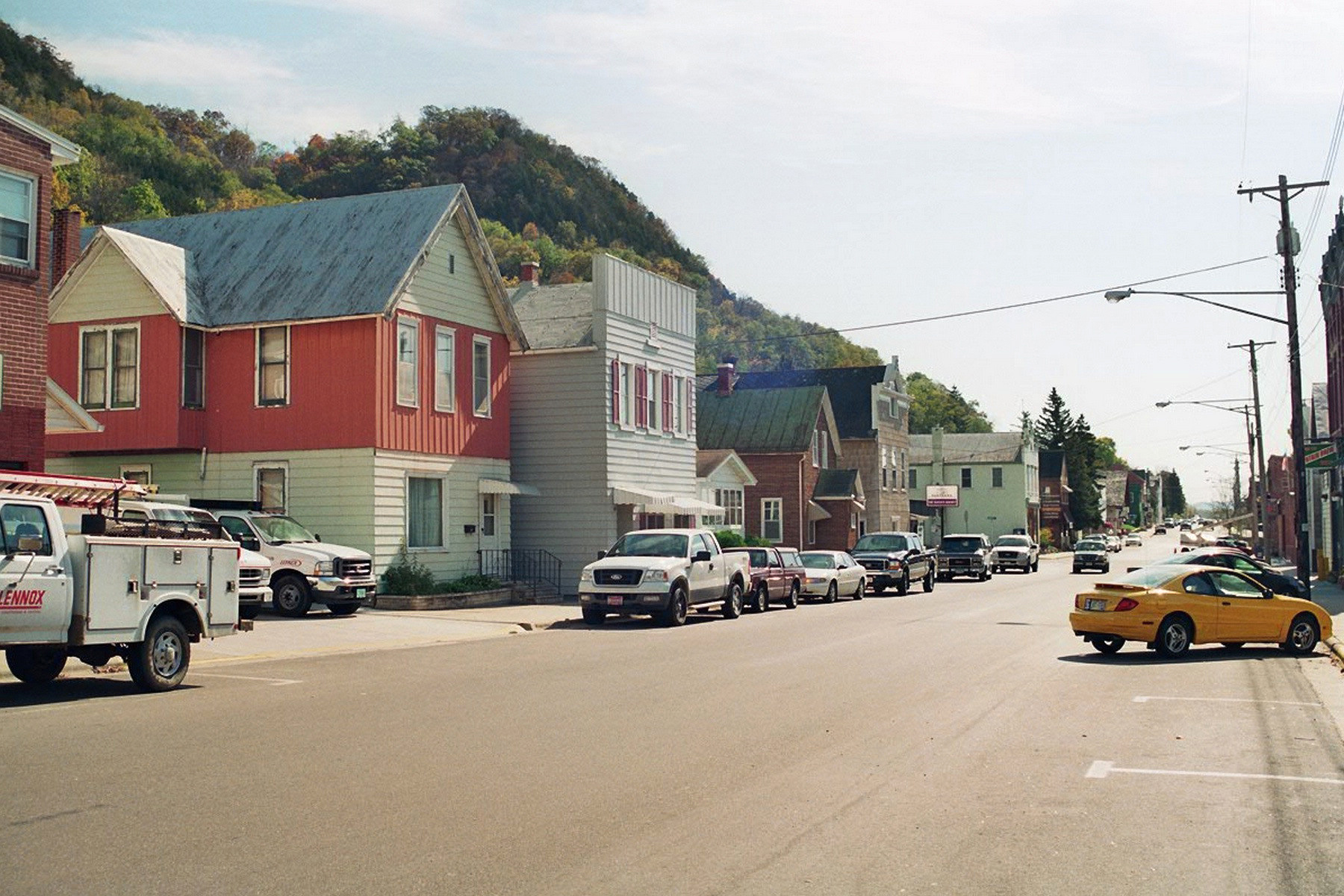
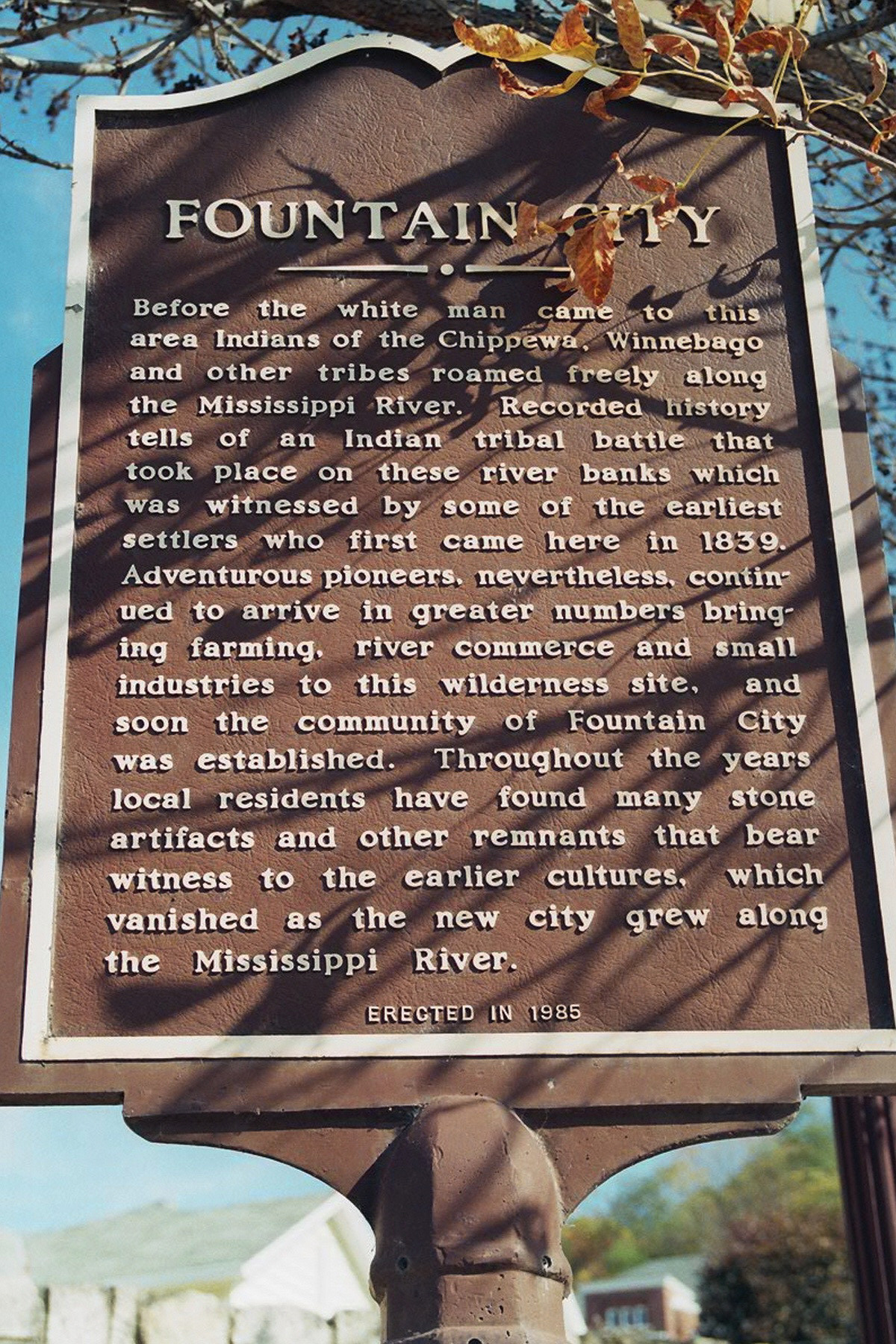
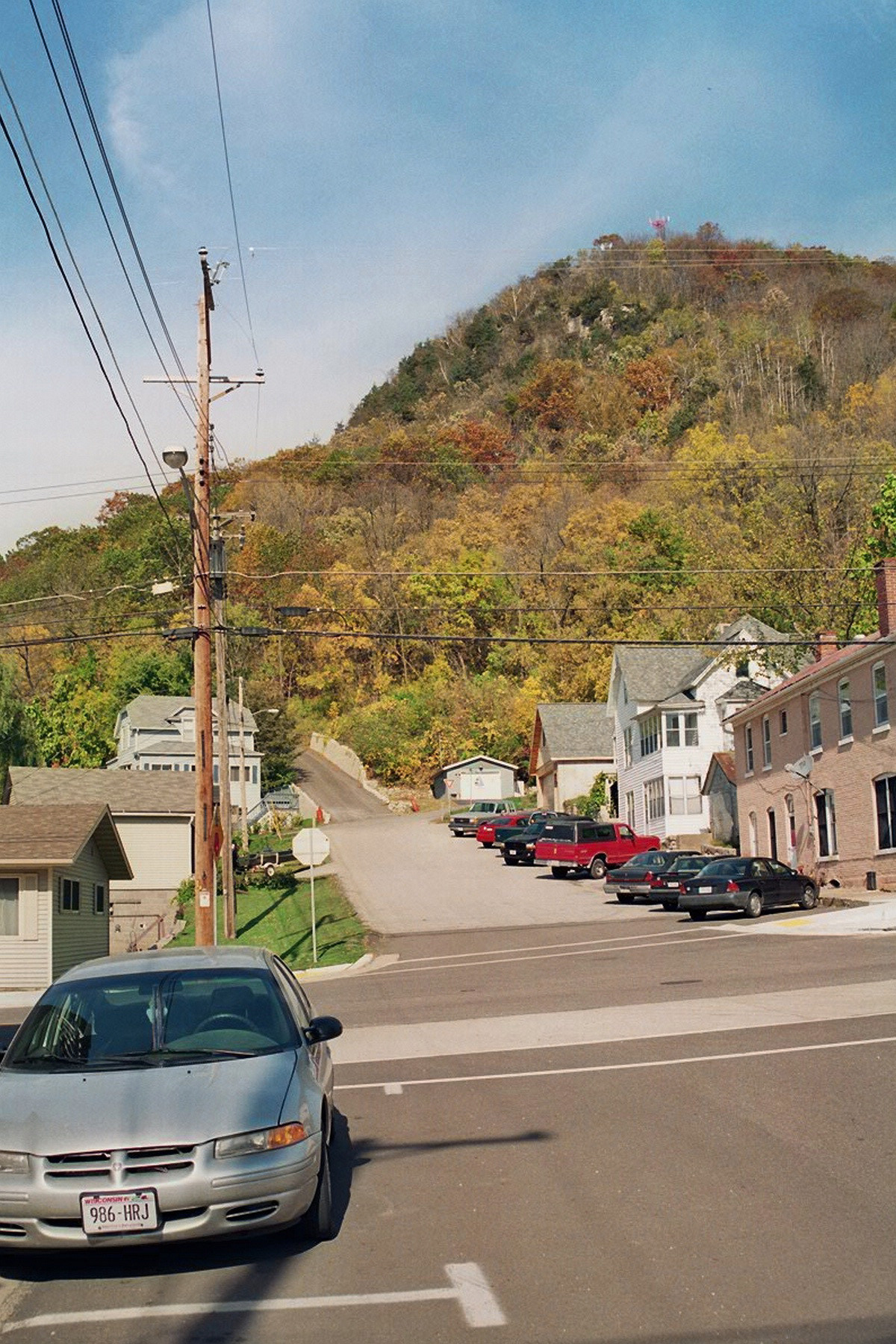
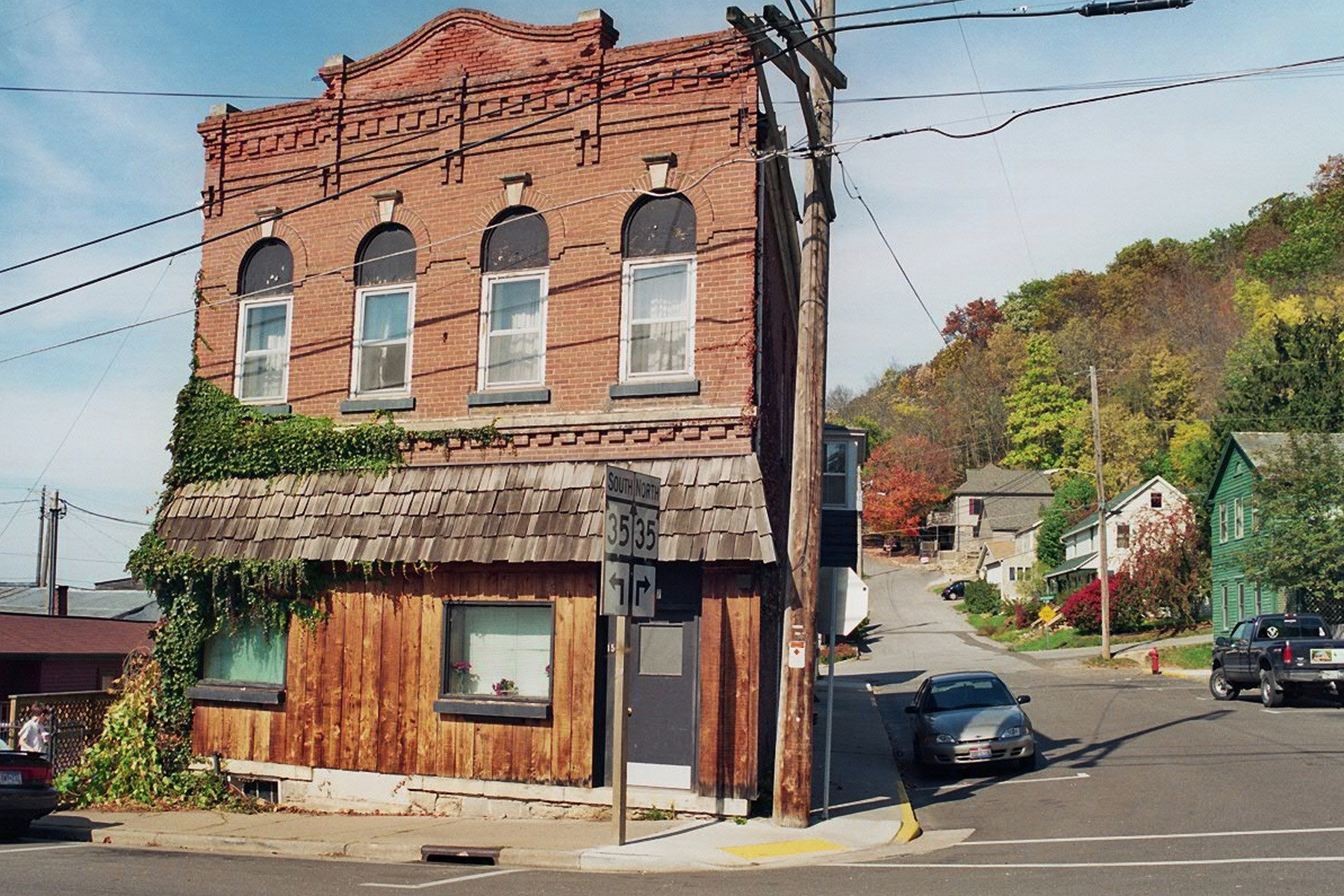
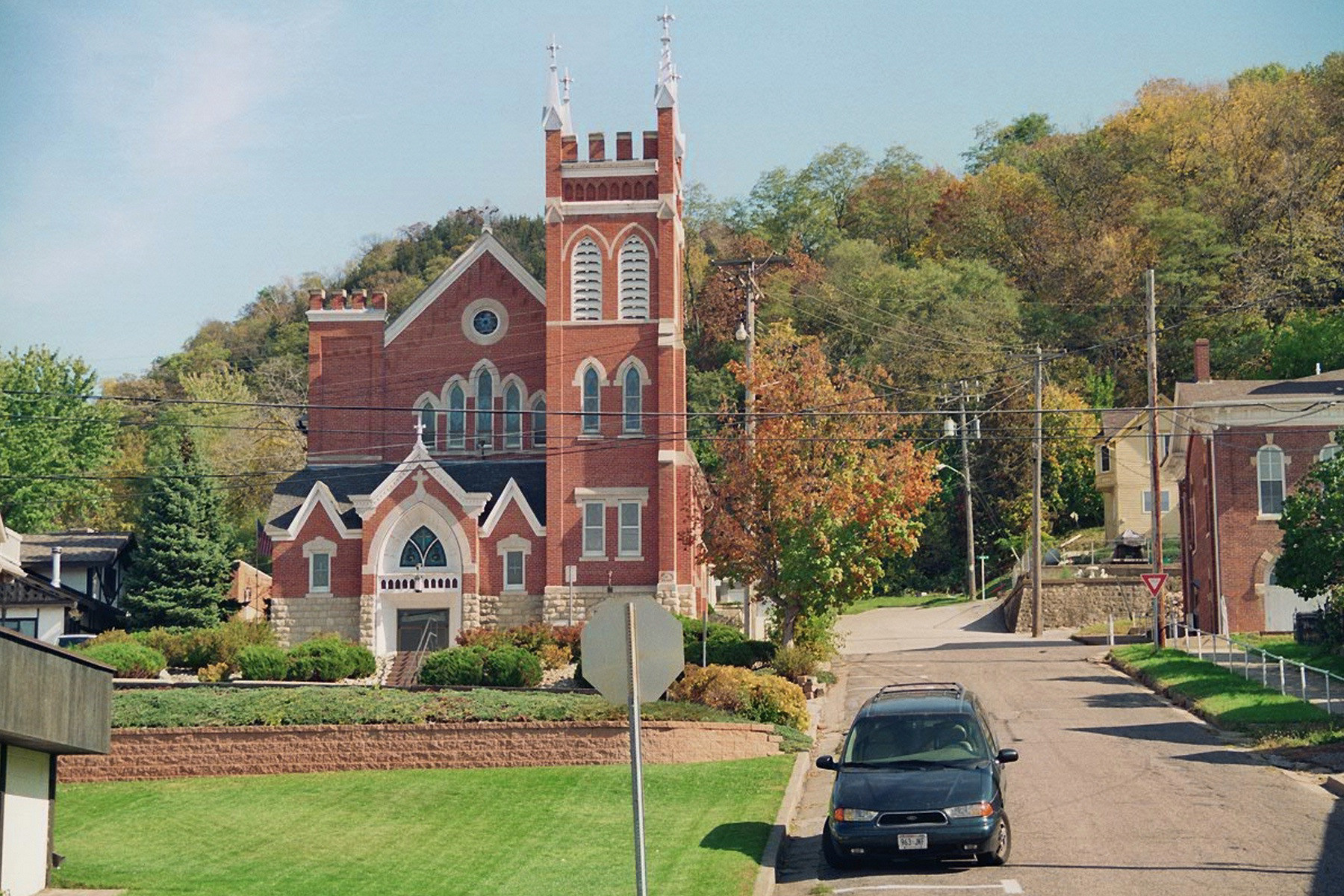
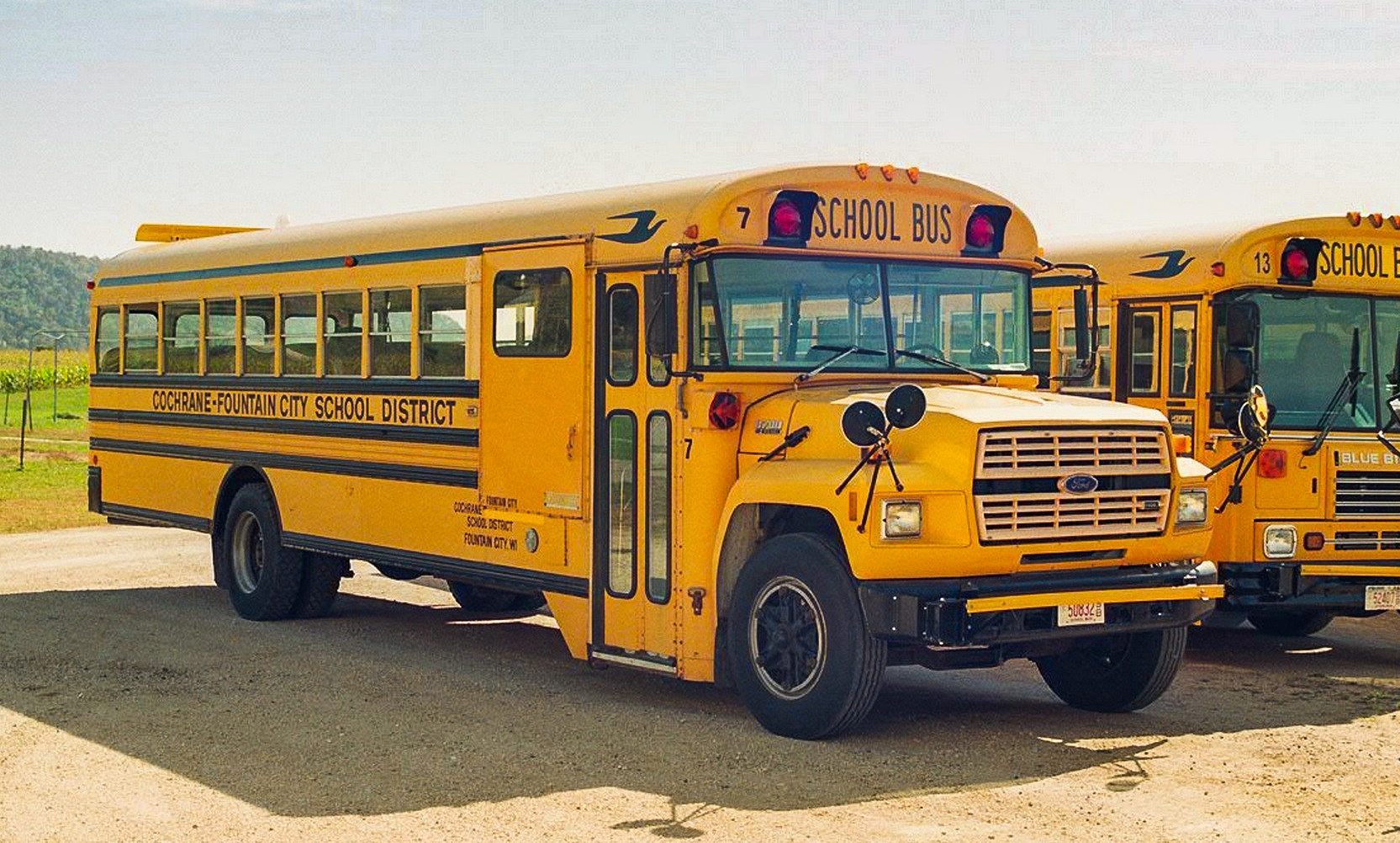

## Geografía
Fountain City se encuentra ubicada en las coordenadas 44°7′6″N 91°41′23″O / 44.11833, -91.68972. Según la Oficina del Censo de los Estados Unidos, Fountain City tiene una superficie total de 14.43 km², de la cual 11.12 km² corresponden a tierra firme y (22.94 %) 3.31 km² es agua.

## Demografía
Según el censo de 2010, había 859 personas residiendo en Fountain City. La densidad de población era de 59.53 hab./km². De los 859 habitantes, Fountain City estaba compuesto por el 96.97 % blancos, el 0.12 % eran afroamericanos, el 1.4 % eran amerindios, el 0.12 % eran asiáticos, el 0 % eran isleños del Pacífico, el 0.58 % eran de otras razas y el 0.81 % pertenecían a dos o más razas. Del total de la población el 1.05 % eran hispanos o latinos de cualquier raza.